# Gare de Morcenx
Gare de Morcenx – stacja kolejowa w Morcenx, w departamencie Landy, w regionie Nowa Akwitania, we Francji. Znajduje się na linii Bordeaux - Irun oraz Morcenx - Bagnères-de-Bigorre.
Jest obsługiwana przez pociągi TER Aquitaine, Corail, Corail Intercités.